# Tomás Gutiérrez Alea
Tomás Gutiérrez Alea (Havana, 11 de dezembro de 1928 – Havana, 16 de abril de 1996) foi um cineasta cubano, autor de vários filmes que obtiveram projeção internacional, tornando-o no realizador cubano mais conhecido do século XX.

## Biografia
Oriundo de uma família com tradição de empenhamento político durante a luta contra a ditadura de Fulgencio Batista, Gutiérrez Alea foi mandado para a Universidade de Havana para cursar Direito, a fim de seguir as pisadas do pai, um eminente advogado. Depois de concluída a licenciatura, rumou a Itália, onde estudou realização no famoso Centro Sperimentale di Cinematografia de Roma, em pleno apogeu do neorrealismo italiano. 

Regressou a Cuba em 1953, onde aderiu aos ideais que estiveram na origem da Revolução castrista. Após a instauração do poder socialista na ilha, foi um dos fundadores do Instituto Cubano da Arte e da Indústria Cinematográficas (ICAIC). Começou por realizar documentários e deu ao novo cinema do castrismo a sua primeira longa-metragem: Histórias da Revolução. Nesta primeira fase da sua carreira é ainda bem visível a influência neorrealista, a qual se iria progressivamente atenuar à medida que Alea ia imprimindo um cunho mais pessoal aos seus filmes, como se pode verificar em La muerte de un burócrata (1966) e Memorias del subdesarrollo (1968). 
Em 1976 dirige La Ultima Cena que permite alcançar uma visibilidade internacional, em resultado de um filme onde consegue mostrar a sua versatilidade e riqueza de narração. Depois de adoecer, no início da década de 1990, Alea teve que se socorrer do seu amigo Juan Carlos Tabío para co-dirigir os seus dois últimos filmes. O primeiro deles, - Fresa y chocolate (1993) - relata a amizade entre um ingénuo crente do marxismo contemporâneo e um brilhante artista gay, crítico do regime socialista, mostrando neste conflito a complexidade dos registos temáticos do cinema de Gutiérrez Alea. Fresa y chocolate tornou-se o primeiro filme cubano a receber uma nomeação para o Óscar do Melhor Filme em Língua Estrangeira.

## Filmografia

### Curtas-metragens e documentários
- 1950: Una confusión cotidiana
- 1953: Il sogno de Giovanni Bassain
- 1955: El mégano
- 1959: Esta tierra nuestra
- 1960: Asamblea general
- 1961: Muerte al invasor
- 1974: El arte del tabaco
- 1975: El camino de la mirra y el incienso
- 1977: La sexta parte del mundo
- 1991: Contigo en la distancia

### Longas-metragens
- 1960: Historias de la revolución
- 1962: Las doce sillas
- 1964: Cumbite
- 1966: La muerte de un burócrata
- 1968: Memorias del subdesarrollo
- 1972: Una pelea cubana contra los demonios
- 1976: La última cena  (pt: A última ceia)
- 1977: De cierta manera
- 1979: Los sobrevivientes
- 1983: Hasta cierto punto
- 1989: Cartas del parque
- 1994: Fresa y chocolate  (pt: Morango e Chocolate)
- 1995: Guantanamera  (pt: Guantanamera)

## Prémios e nomeações

### Festival de Cannes
Palma de Ouro
- Nomeado: Los sobrevivientes (1979)

### Festival de Berlim
Urso de Prata / Prémio Especial do Júri
- Vencedor: Fresa y chocolate (1994).

Urso de Ouro / Melhor Filme
- Nomeado: Fresa y chocolate (1994).

### Festival de Gramado
Kikito
- Vencedor: Fresa y chocolate (1994)
- Vencedor: Guantanamera (1996)

### Festival Sundance de Cinema
Prémio Especial do Júri
- Vencedor: Fresa y chocolate (1994)

### Festival de Moscovo
Grande Prémio
- Nomeado: Historias de la Revolución (1960)

### Festival de Cine Iberoamericano de Huelva
Colón de Oro
- Vencedor: La Última Cena (1976)